# MPEG-4 Parte 2
MPEG-4 Parte 2, MPEG-4 Visual (formalmente ISO/IEC 14496-2) é um formato de compressão de vídeo desenvolvido pelo Moving Picture Experts Group (MPEG). Pertence aos padrões MPEG-4 ISO/IEC. Ele usa compensação de movimento em bloco e uma transformada discreta de cosseno (DCT), semelhante a padrões anteriores, como MPEG-1 Parte 2 e H.262/MPEG-2 Parte 2.
Vários codecs populares, incluindo DivX, Xvid e Nero Digital, implementam esse padrão. O MPEG-4 Parte 10 define um formato diferente do MPEG-4 Parte 2. O MPEG-4 Parte 10 é comumente chamado de H.264 ou AVC, e foi desenvolvido em conjunto pela ITU-T e MPEG.
O MPEG-4 Parte 2 é compatível com H.263 no sentido de que um fluxo de bits básico de H.263 é decodificado corretamente por um decodificador de vídeo MPEG-4. (O decodificador de vídeo MPEG-4 é nativamente capaz de decodificar uma forma básica de H.263.) No MPEG-4 Visual, há dois tipos de camadas de objeto de vídeo: a camada de objeto de vídeo que fornece funcionalidade MPEG-4 completa e uma camada de objeto de vídeo de funcionalidade reduzida, a camada de objeto de vídeo com cabeçalhos curtos (que fornece compatibilidade de fluxo de bits com H.263 de linha de base). O MPEG-4 Parte 2 é parcialmente baseado no ITU-T H.263. O primeiro Modelo de Verificação de Vídeo MPEG-4 (modelo de simulação e teste) usou ferramentas de codificação ITU-T H.263 junto com codificação de forma.

## História
O formato MPEG-4 Visual foi desenvolvido pelo comitê Moving Picture Experts Group (MPEG). A especificação foi criada pelo engenheiro iraniano - suíço Touradj Ebrahimi (mais tarde presidente do JPEG) e pelo engenheiro holandês Caspar Horne. O padrão foi desenvolvido usando patentes de mais de uma dúzia de organizações, listadas pela MPEG LA em um pool de patentes. A maioria das patentes usadas para o formato MPEG-4 Visual eram de três empresas japonesas: Mitsubishi Electric (255 patentes), Hitachi (206 patentes) e Panasonic (200 patentes). Veja Detentores de patentes abaixo para uma lista completa de detentores de patentes.

## Edições
| Edição          | Data de lançamento | Última alteração | Padrão               | Descrição |
| --------------- | ------------------ | ---------------- | -------------------- | --------- |
| Primeira edição | 1999               | 2000             | ISO/IEC 14496-2:1999 |           |
| Segunda edição  | 2001               | 2003             | ISO/IEC 14496-2:2001 |           |
| Terceira edição | 2004               | 2009             | ISO/IEC 14496-2:2004 |           |

## Perfis
Para abordar várias aplicações que vão desde câmeras de vigilância de baixa qualidade e baixa resolução até transmissão de TV de alta definição e DVDs, muitos padrões de vídeo agrupam recursos em perfis e níveis. O MPEG-4 Parte 2 contém aproximadamente 21 perfis.
Os perfis mais comumente implantados são o Advanced Simple Profile (ASP ou AS Profile) e o Simple Profile (SP), que é um subconjunto do ASP.
Outros perfis incluem o Advanced Coding Efficiency Profile (ACEP ou ACE Profile), o Advanced Real Time Simple Profile (ARTSP ou ARTS Profile), o Core Profile (CP), o Main Profile (MP) e o Simple Studio Profile (SStP ou SSt Profile).
A maioria dos esquemas de compressão de vídeo padroniza o bitstream (e, portanto, o decodificador), deixando o design do codificador para as implementações individuais. Portanto, implementações para um perfil específico (como DivX ou Nero Digital, que são implementações do Advanced Simple Profile, e Xvid, que implementa ambos os perfis) são todas tecnicamente idênticas no lado do decodificador. Um ponto de comparação seria que um arquivo MP3 pode ser reproduzido em qualquer tocador de MP3, seja ele criado pelo iTunes, Windows Media Player, LAME ou o codificador Fraunhofer comum.

### Simple Profile (SP)
O Perfil Simples é voltado principalmente para uso em situações em que baixa taxa de bits e baixa resolução são exigidas por outras condições dos aplicativos, como largura de banda da rede, tamanho do dispositivo etc. Exemplos são telefones celulares, alguns sistemas de videoconferência de baixo custo, sistemas de vigilância eletrônica etc.

#### Níveis
| Nível    | Buffer máx. | Taxa de bits máx. | Atraso máx. na taxa de bits máx. | Tamanho máximo do VP | Tamanho máximo do VOP | Taxa máxima de decodificação | Tamanho máx. do quadro | Tamanho máx. do quadro | Tamanho máx. do quadro | Tamanho máx. do quadro | Tamanho máx. do quadro |
| Nível    | Buffer máx. | Taxa de bits máx. | Atraso máx. na taxa de bits máx. | Tamanho máximo do VP | Tamanho máximo do VOP | Taxa máxima de decodificação | @ 30 Hz                | @ 25 Hz                | @ 24 Hz                | @ 15 Hz                | @ 12.5 Hz              |
| -------- | ----------- | ----------------- | -------------------------------- | -------------------- | --------------------- | ---------------------------- | ---------------------- | ---------------------- | ---------------------- | ---------------------- | ---------------------- |
| 0        | 160         | 64                | 2.50                             | 2,048                | 99                    | 1,485                        | —                      | —                      | —                      | QCIF (176×144)         | QCIF (176×144)         |
| 0b       | 320         | 128               | 2.50                             | 2,048                | 99                    | 1,485                        | —                      | —                      | —                      | QCIF (176×144)         | QCIF (176×144)         |
| 1        | 160         | 64                | 2.50                             | 2,048                | 99                    | 1,485                        | 128×96                 | 144×96                 | 160×96                 | QCIF (176×144)         | QCIF (176×144)         |
| 2        | 640         | 128               | 5.00                             | 4,096                | 396                   | 5,940                        | 256×192                | 304×192, 288×208       | 304×208                | CIF (352×288)          | CIF (352×288)          |
| 3        | 640         | 384               | 1.66                             | 8,192                | 396                   | 11,880                       | CIF (352×288)          | CIF (352×288)          | CIF (352×288)          | CIF (352×288)          | CIF (352×288)          |
| 4a       | 1,280       | 4,000             | 0.32                             | 16,384               | 1,200                 | 36,000                       | VGA (640×480)          | VGA (640×480)          | VGA (640×480)          | VGA (640×480)          | VGA (640×480)          |
| 5        | 1,792       | 8,000             | 0.22                             | 16,384               | 1,620                 | 40,500                       | D1 NTSC (720×480)      | D1 PAL (720×576)       | D1 PAL (720×576)       | D1 PAL (720×576)       | D1 PAL (720×576)       |
| 6        | 3,968       | 12,000            | 0.33                             | 16,384               | 3,600                 | 108,000                      | 720p (1280x720)        | 720p (1280x720)        | 720p (1280x720)        | 720p (1280x720)        | 720p (1280x720)        |
| Unidades | kbits       | kbits/s           | segundos                         | bits                 | macroblocos           | macroblocos/s                | pixels                 | pixels                 | pixels                 | pixels                 | pixels                 |

### Advanced Simple Profile (ASP)
O Advanced Simple Profile não foi incluído no padrão original. Seus notáveis recursos técnicos relativos ao Simple Profile, que é aproximadamente similar ao H.263, incluem:
- Suporte para quantização no estilo "MPEG"
- Suporte para vídeo entrelaçado
- Suporte para imagens B (também conhecidas como quadros B )
- Compensação de movimento de um quarto de pixel (Qpel)
- Compensação de movimento global (GMC)

O suporte à quantização e entrelaçamento MPEG é projetado de forma basicamente semelhante à encontrada no MPEG-2 Parte 2. O suporte à imagem B é projetado de forma basicamente semelhante à encontrada no MPEG-2 Parte 2 e no H.263v2.
O recurso de compensação de movimento de um quarto de pixel do ASP foi inovador e, mais tarde, também foi incluído (em formas um pouco diferentes) em designs posteriores, como MPEG-4 Parte 10, HEVC, VC-1 e VVC. Algumas implementações do MPEG-4 Parte 2 omitem o suporte para esse recurso, porque ele tem um efeito significativamente prejudicial na velocidade dos decodificadores de software e nem sempre é benéfico para a qualidade.
O recurso de compensação de movimento global não é realmente suportado na maioria das implementações, embora o padrão exija oficialmente que os decodificadores o suportem. A maioria dos codificadores também não o suporta, e alguns especialistas dizem que ele normalmente não fornece nenhum benefício na compressão. Quando usado, a compensação de movimento global do ASP tem um grande impacto desfavorável na velocidade e adiciona considerável complexidade à implementação.

#### Níveis
| Nível    | Buffer máx. | Taxa de bits máx. | Atraso máx. na taxa de bits máx. | Tamanho máximo do VP | Tamanho máximo do VOP | Taxa máxima de decodificação | Tamanho máx. do quadro | Tamanho máx. do quadro | Tamanho máx. do quadro | Tamanho máx. do quadro | Tamanho máx. do quadro |
| Nível    | Buffer máx. | Taxa de bits máx. | Atraso máx. na taxa de bits máx. | Tamanho máximo do VP | Tamanho máximo do VOP | Taxa máxima de decodificação | @ 30 Hz                | @ 25 Hz                | @ 24 Hz                | @ 15 Hz                | @ 12.5 Hz              |
| -------- | ----------- | ----------------- | -------------------------------- | -------------------- | --------------------- | ---------------------------- | ---------------------- | ---------------------- | ---------------------- | ---------------------- | ---------------------- |
| 0        | 160         | 128               | 1.25                             | 2,048                | 99                    | 2,970                        | QCIF (176×144)         | QCIF (176×144)         | QCIF (176×144)         | QCIF (176×144)         | QCIF (176×144)         |
| 1        | 160         | 128               | 1.25                             | 2,048                | 99                    | 2,970                        | QCIF (176×144)         | QCIF (176×144)         | QCIF (176×144)         | QCIF (176×144)         | QCIF (176×144)         |
| 2        | 640         | 384               | 1.66                             | 4,096                | 396                   | 5,940                        | 256×192                | 304×192, 288×208       | 304×208                | CIF (352×288)          | CIF (352×288)          |
| 3        | 640         | 768               | 0.86                             | 4,096                | 396                   | 11,880                       | CIF (352×288)          | CIF (352×288)          | CIF (352×288)          | CIF (352×288)          | CIF (352×288)          |
| 3b       | 1,040       | 1,500             | 0.69                             | 4,096                | 396                   | 11,880                       | CIF (352×288)          | CIF (352×288)          | CIF (352×288)          | CIF (352×288)          | CIF (352×288)          |
| 4        | 1,280       | 3,000             | 0.43                             | 8,192                | 792                   | 23,760                       | 352×576, 704×288       | 352×576, 704×288       | 352×576, 704×288       | 352×576, 704×288       | 352×576, 704×288       |
| 5        | 1,792       | 8,000             | 0.22                             | 16,384               | 1,620                 | 48,600                       | 720×576                | 720×576                | 720×576                | 720×576                | 720×576                |
| Unidades | kbits       | kbits/s           | segundos                         | bits                 | macroblocos           | macroblocos/s                | pixels                 | pixels                 | pixels                 | pixels                 | pixels                 |

### Simple Studio Profile (SStP)
O Simple Studio Profile tem seis níveis, variando de SDTV a resolução 4K. O SStP permite profundidade de bits de até 12 bits e subamostragem de croma de até 4:4:4, usando apenas codificação intraquadro. O SStP é usado pelo HDCAM SR.

#### Níveis
| Nível | Profundidade máxima de bits e subamostragem de croma | Resolução máxima e taxa de quadros | Taxa máxima de dados (Mbit/s) |
| ----- | ---------------------------------------------------- | ---------------------------------- | ----------------------------- |
| 1     | 10-bit 4:2:2                                         | SDTV                               | 180                           |
| 2     | 10-bit 4:2:2                                         | 1920×1080 30p/30i                  | 600                           |
| 3     | 12-bit 4:4:4                                         | 1920×1080 30p/30i                  | 900                           |
| 4     | 12-bit 4:4:4                                         | 2K×2K 30p                          | 1,350                         |
| 5     | 12-bit 4:4:4                                         | 4K×2K 30p                          | 1,800                         |
| 6     | 12-bit 4:4:4                                         | 4K×2K 60p                          | 3,600                         |

## Titulares de patentes
As patentes do MPEG-4 Parte 2 expiraram em todo o mundo, com exceção apenas do Brasil. A última patente dos EUA expirou em 14 de novembro de 2023. As seguintes organizações detinham patentes para a tecnologia MPEG-4 Visual, conforme listadas no pool de patentes administrado pela MPEG LA.
| Organização                         | Patentes |
| ----------------------------------- | -------- |
| Mitsubishi Electric                 | 255      |
| Hitachi                             | 206      |
| Panasonic                           | 200      |
| Sun Patent Trust                    | 125      |
| Toshiba                             | 96       |
| Samsung Electronics                 | 92       |
| Sony                                | 84       |
| Philips                             | 73       |
| Sharp Corporation                   | 44       |
| Pantech                             | 36       |
| Robert Bosch GmbH                   | 27       |
| Nippon Telegraph and Telephone      | 24       |
| GE Technology Development           | 23       |
| CIF Licensing                       | 20       |
| Dolby                               | 19       |
| Telenor                             | 19       |
| Siemens AG                          | 15       |
| JVC Kenwood                         | 14       |
| Orange S.A.                         | 14       |
| LG Electronics                      | 13       |
| Fujitsu                             | 11       |
| ZTE                                 | 10       |
| Google                              | 9        |
| BT Group                            | 3        |
| Calmare Therapeutics                | 2        |
| Cable Television Laboratories, Inc. | 1        |
| Canon Inc.                          | 1        |
| KDDI                                | 1        |
| Microsoft                           | 1        |
| Oki Electric Industry               | 1        |
| Sanyo                               | 1        |

## Críticas
O MPEG-4 Parte 2 atraiu algumas críticas da indústria. O mantenedor do FFmpeg, Michael Niedermayer, criticou o MPEG-4 por não ter um filtro de desbloqueio em loop, o GMC sendo muito intensivo em computação e o OBMC sendo definido, mas não permitido em nenhum perfil, entre outras coisas. Ben Waggoner da Microsoft afirma que a "Microsoft (bem antes do meu tempo) seguiu a rota do padrão de codec antes com o MPEG-4 parte 2, o que acabou sendo uma profunda decepção em toda a indústria - ele não oferecia muita vantagem de compressão sobre o MPEG-2, e as discussões prolongadas sobre o contrato de licença assustaram muita adoção. Eu estava envolvido em muitos projetos de mídia digital que nem sequer tocariam no MPEG-4 no final dos anos 1990 até o início dos anos 2000 porque haveria uma 'taxa de conteúdo' que ainda não havia sido totalmente definida."

## Implementações de software populares
- DivX
- QuickTime
- Xvid